# Running Up That Hill
|  | For indspilningen med Within Temptation, se Running Up That Hill (Within Temptation-single) |
"Running Up at Hill" er en sang af den engelske singer-songwriter Kate Bush. Det var den første single fra hendes album Hounds of Love, udgivet i Storbritannien 5. august 1985. Det var hendes første 12" single. Det var den mest succesfulde af Bushs 1980'er udgivelser; den kom ind i Storbritanniens hitliste som nr. 9 og toppede til sidst som nr. 3, hendes næsthøjeste på en hitliste. 
Singlen havde også en indvirkning i USA, hvor den gav Bush sin første hitlistehit dér siden 1978, hvor den nåede top 30, og var fremtrædende inden for Dance Charts. Bush optrådte også med sangen med David Gilmour fra Pink Floyd på Secret Policeman Third Ball. Sangens titel på Hounds of Love og alle efterfølgende udgivelser var "Running Up that Hill (A Deal with God)."
B-siden af 7" singlen indeholder Bushs sang "Under the Ivy". 12 tommer singlen indeholder en udvidet remix og en instrumental version af "Running op at Hill", samt "Under Ivy".
Sangen har været rost af kritikerne. I en retrospektiv undersøgelse af det indre, skrev Allmusic journalist Amy Hanson: "Altid dygtig til følelser og smukt i stand til at manipulere selv den mest bitre hjerte, sjældent har Bush skrevet sådan en brutalt ærlig, smerteligt sensuel sang".
Sangen rangeret som #22 om Rate Your Music's Top Singles of All Time list.
Sangen blev brugt som det vigtigste tema melodi for BBC 1s børne-drama-serie Running Scared fra 1986. 
De første 17 sekunder af sangen blev senere brugt i sangen Midnight City af bandet M83
Sangen blev brugt i sæson 4 af Netflix-serien Stranger Things i 2022 og opnåede derefter fornyet succes.